# George Odlumstadion
Het George Odlumstadion is een multifunctioneel stadion in Vieux Fort, Saint Lucia. Het stadion wordt vooral gebruikt voor voetbalwedstrijden, het Saint Luciaans voetbalelftal maakt gebruik van dit stadion. In het stadion is plaats voor 8.000 toeschouwers. Het werd geopend in 2002. Het stadion is vernoemd naar George William Odlum (1934–2003), een politicus uit Saint Lucia.